# Lepe
Lepe é um município da Espanha na província de Huelva, comunidade autónoma da Andaluzia, de área 129 km² com população de 27880 habitantes (2020).
Está situada a uma altitude de 18 m e a 36 km de Huelva, a capital provincial. Situada a 4 km do litoral atlântico e a 20 da fronteira com Portugal (Ponte Internacional do Guadiana).
Lepe foi fundada pelos fenícios num pequeno vale da atual província de Huelva, e povoada por numerosos moradores, dos quais guarda vestígios (fenícios, romanos, árabes, etc.)
A cidade caracteriza-se atualmente por ser uma localidade com economia baseada não apenas no setor primário (agricultura e grande produção de morangos e outras frutas, além de um porto de pesca) mas também em indústrias e serviços. O rendimento económico por habitante é bastante alto, e é uma das cidades com maior crescimento tanto económico como demográfico. É por isso que nos últimos anos se tenta promover a capitalidade de Lepe na comarca da Costa Ocidental de Huelva.
No seu município também é de mencionar os seus 24 km de praia (La Antilla, Nueva Umbría e a parte oriental de Islantilla), bem como o porto pesqueiro de El Terrón, a Ermida da Nossa Señora da Bela e a Torre del Catalán.

## Demografia
| Variação demográfica do município entre 1991 e 2010 | Variação demográfica do município entre 1991 e 2010 | Variação demográfica do município entre 1991 e 2010 | Variação demográfica do município entre 1991 e 2010 |
| --------------------------------------------------- | --------------------------------------------------- | --------------------------------------------------- | --------------------------------------------------- |
| 1991                                                | 1996                                                | 2001                                                | 2016                                                |
| 16 565                                              | 18 325                                              | 19 676                                              | 27409                                               |